# Giro di Sardegna
Il Giro di Sardegna è stata una corsa a tappe di ciclismo su strada che si correva in Sardegna nel mese di febbraio.

## Storia

L'olandese Jo de Roo, al centro, posa da vincitore della terza edizione nel 1960

Da destra a sinistra, Eddy Merckx, Patrick Sercu, Giancarlo Polidori, Felice Gimondi e Gösta Pettersson in direzione di Oristano nell'edizione del 1970

L'taliano Felice Gimondi a sinistra in maglia Salvarani e il belga Eddy Merckx a destra con la maglia rossoblù di leader della classifica generale al Giro di Sardegna 1968.

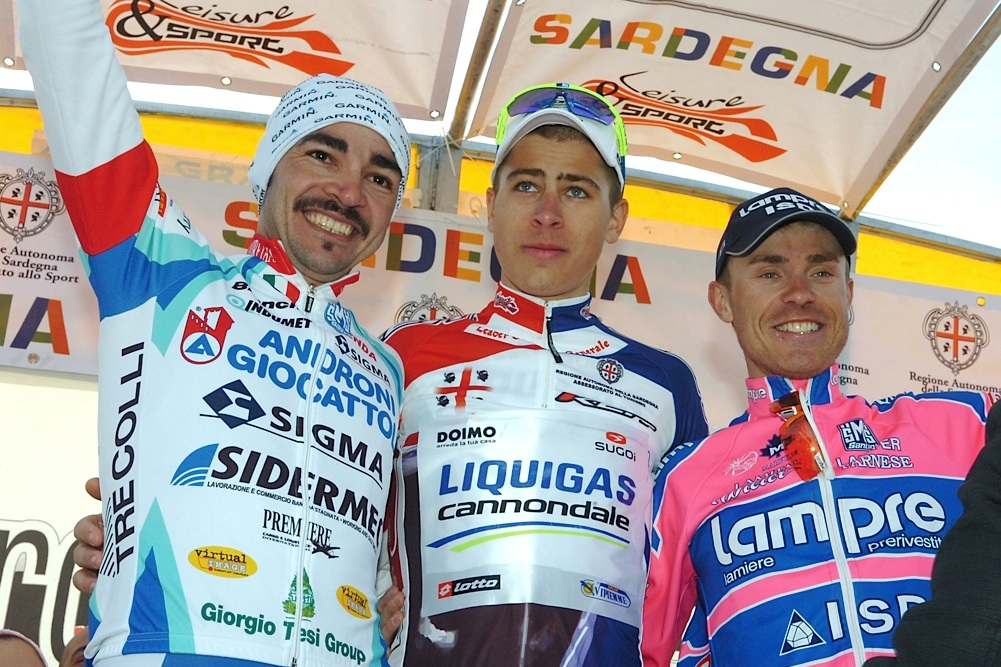
Il futuro tri-campione del mondo Peter Sagan in maglia biancorossoblù sul gradino più alto del podio dell'edizione 2011

Il ciclismo professionistico sbarcò in Sardegna già nel 1948 con la Classica Sarda, corsa in linea da Sassari a Cagliari lungo la Strada Statale 131, evento culmine della Settimana Ciclistica Sarda, un insieme di competizioni collaterali slegate tra loro e senza classifica generale su circuiti cittadini, gare a punti o gare a cronometro. Dieci anni dopo, nel 1958 Franco Pretti, ex marciatore cagliaritano e atleta olimpico a Los Angeles 1932 e Londra 1948 e al tempo coinvolto nel ciclismo con l'Audax, formazione sarda da lui creata, decise di creare una corsa a tappe nell'isola, grazie anche all'appoggio morale e politico dell'allora presidente della Repubblica sardo Antonio Segni. Pretti ebbe l'intuizione di puntare soprattutto sulle maggiori squadre straniere e dei loro campioni più rappresentativi, invitandole a rifinire la preparazione in Sardegna nonché coinvolgendo anche i giornalisti, al fine di garantirsi un adeguato ritorno di immagine. Nacque così il primo Giro ciclistico della Sardegna.
Il Giro di Sardegna negli anni sessanta e settanta acquisì quindi subito un notevole rilievo internazionale, tanto che nell'albo d'oro figurano i maggiori campioni di ciclismo dell'epoca, come Eddy Merckx, Jacques Anquetil, Vittorio Adorni e Marino Basso. La corsa segnava tradizionalmente l'inizio della stagione ciclistica e veniva usata come corsa di preparazione alla stagione primaverile, sul modello francese della Parigi-Nizza, nonché come banco di prova per la più importante classica invernale, la Milano-Sanremo. Tradizionalmente la corsa a tappe era seguita da una corsa in linea, la Classica Sarda, da Sassari a Cagliari, qualche volta percorsa anche in senso inverso.
Nei primi anni della corsa l'Audax, in modo da propagandare la Sardegna come destinazione accessibile, decise che la partenza doveva avvenire dal Continente con una o due tappe e poi il trasferimento nell'Isola. La prima edizione del 1958 infatti partì con la Roma > Civitavecchia, con un successivo imbarco in nave per la seconda tappa la Olbia > Nuoro. La corsa ebbe la sua presentazione ufficiale il 22 febbraio in via del Corso di fronte al Palazzo Sciarra, allora sede de Il Giornale d'Italia sponsor e organizzatore delle prime edizioni, e partì da Castel Sant'Angelo, con chilometro zero in via Duca d'Aosta con un totale di 48 corridori divisi in 12 squadre da 4 corridori ciascuno. Al primo foglio firma si presentarono campioni del calibro di Fausto Coppi, Ercole Baldini in maglia tricolore, Gastone Nencini ma anche Louison Bobet, Rik van Looy e Federico Bahamontes tra gli stranieri. La corsa già da quella prima edizione previde un ricco montepremi, oltre sei milioni di lire, mentre come simbolo del primato venne scelta una maglia bianca fasciata di rossoblu, colori comuni nell'Isola di derivazione sabauda. La corsa, falcidiata anche dalla bufera di neve trovata al passaggio nell'Altopiano di Campeda, fu vinta dal francese Antonin Rolland che scrisse così il suo nome per primo sull'albo d'oro.
Nel 1960 due tappe arrivarono a Formia e a Napoli e nel 1964 la prima tappa fu Roma > Napoli.
La gara si svolse ininterrottamente dal 1958 al 1978, fino al 1979 quando ci fu il primo stop: l'organizzazione, vista la difficile condizione economica della Sardegna a causa del fallito Piano di Rinascita e le troppe tensioni sociali, temeva rappresaglie da parte dei lavoratori e degli abitanti delle zone interne ai danni della corsa e degli atleti e venne sostituito dal Giro del Trentino.
Nel 1980 l'organizzazione passa in mano a Rizzoli, editore de La Gazzetta dello Sport e organizzatore del Giro d'Italia, e la corsa viene vinta da Gregor Braun con anche una coda polemica per via di una combine che permise al tedesco di approfittare del lavoro di altre squadre (poi solo multate giorni dopo) divenute alleate in cambio di soldi. Ciononostante la corsa, considerata ormai una classica di inizio stagione, inizia la sua fase discendente. Nel 1981 altro stop immotivato, e per tale ragione gli organizzatori vengono anche multati dall'Unione Ciclismo Italiano Professionistico con una somma di 500.000 lire, poi altre due edizioni che videro il successo di Giuseppe Saronni e nuovamente di Braun e infine una profonda crisi nel ciclismo sardo fece sparire la corsa dal calendario internazionale, salvo due sporadiche edizioni nel 1996 e nel 1997, valevoli per la Settimana Internazionale di Coppi e Bartali.
Con il ritorno nell'isola del Giro d'Italia del 2007, dopo sedici anni dalle ultime tappe in terra sarda (Giro d'Italia 1991), si cercò di riformarla: dopo un primo approccio tentato nel 2008, quando la corsa era stata inserita nel calendario UCI ma poi cancellata per mancanza di fondi, il Giro di Sardegna fu organizzato nuovamente nel 2009. Si disputò dal 24 al 28 febbraio e vide l'affermazione finale di Daniele Bennati.
Nel 2010 sull'albo d'oro, dopo 27 anni, ritornò il nome di un corridore straniero: ad aggiudicarsi il Giro dopo il tedesco Braun è infatti fu il ceco Roman Kreuziger. Nel 2012 il terzo stop. Dopo che fu annunciato il percorso della XXVII edizione, si decise di interrompere l'organizzazione e annullare l'evento per mancanza di fondi necessari.
Nel luglio 2020 venne annunciato il ritorno della gara, con partenza e arrivo a Olbia, organizzata dalla Angulus Ridet, società di Stefano Pilato (già organizzatore delle ultime tre edizioni),coadiuvata nella comunicazione dalla società Extragiro e come partner tecnico dalla Nuova Ciclistica Placci, già organizzatrice del Giro d'Italia Under-23 e del campionato del mondo a Imola dello stesso anno. Venne inizialmente insolitamente piazzata a fine ottobre anche per disputare un numero minimo nel calendario 2020, visto lo stravolgimento a causa della pandemia di COVID-19, con l'impegno di proseguire poi dal 2021 nella tradizionale collocamento tra febbraio e marzo. Vennero scelte le date dal 28 ottobre al 1º novembre, tuttavia a sole due settimane dal via l’organizzazione, in accordo con la Regione Autonoma della Sardegna, la Federazione Ciclistica Italiana e l'UCI decise di cancellare la corsa e far slittare la ripartenza, collocandola inizialmente proprio a febbraio del 2021 come da tradizione, in modo da garantire anche condizioni di allenamento e preparazione in vista del rilancio della manifestazione e della nuova stagione agonistica, ma poi definitivamente viene collocata nella seconda settimana di ottobre.
Tuttavia a fine estate gli organizzatori rinunciarono alla realizzazione della 31ª edizione (numero ordinale, inserito nella denominazione ufficiale, che teneva conto anche dell'edizione 2020 annullata) a causa del mancato supporto economico della Regione Autonoma della Sardegna, che invece scelse di finanziare la neonata Settimana Ciclistica Italiana disputatasi a metà luglio, pertanto nel settembre 2021 la corsa venne ufficialmente depennata dal calendario mondiale dell'UCI.

## Albo d'oro

Rik Van Looy, ciclista belga, con la tradizionale maglia di leader della classifica generale di colore bianco cinta da una fascia orizzontale rossoblu

| Anno      | Vincitore                                                            | Secondo                                                              | Terzo                                                                |
| --------- | -------------------------------------------------------------------- | -------------------------------------------------------------------- | -------------------------------------------------------------------- |
| 1958      | Antonin Rolland                                                      | Désiré Keteleer                                                      | Rik Van Looy                                                         |
| 1959      | Rik Van Looy                                                         | Aldo Moser                                                           | Gastone Nencini                                                      |
| 1960      | Jo de Roo                                                            | Arnaldo Pambianco                                                    | Raymond Impanis                                                      |
| 1961      | Emile Daems                                                          | Arnaldo Pambianco                                                    | Jean Stablinski                                                      |
| 1962      | Rik Van Looy                                                         | Diego Ronchini                                                       | Nino Defilippis                                                      |
| 1963      | Arnaldo Pambianco                                                    | Rik Van Looy                                                         | Franco Cribiori                                                      |
| 1964      | Vittorio Adorni                                                      | Huub Zilverberg                                                      | Guido De Rosso                                                       |
| 1965      | Rik Van Looy                                                         | Romeo Venturelli                                                     | Roberto Poggiali                                                     |
| 1966      | Jacques Anquetil                                                     | Graziano Battistini                                                  | Flaviano Vicentini                                                   |
| 1967      | Luciano Armani                                                       | Pietro Guerra                                                        | Jos Van Der Vleuten                                                  |
| 1968      | Eddy Merckx                                                          | Italo Zilioli                                                        | Vito Taccone                                                         |
| 1969      | Claudio Michelotto                                                   | Giancarlo Polidori                                                   | Giuseppe Fezzardi                                                    |
| 1970      | Patrick Sercu                                                        | Eddy Merckx                                                          | Felice Gimondi                                                       |
| 1971      | Eddy Merckx                                                          | Gösta Pettersson                                                     | Herman Van Springel                                                  |
| 1972      | Marino Basso                                                         | Antoon Houbrechts                                                    | Patrick Sercu                                                        |
| 1973      | Eddy Merckx                                                          | Herman Van Springel                                                  | Gösta Pettersson                                                     |
| 1974      | Rik Van Linden                                                       | Luciano Borgognoni                                                   | Enrico Paolini                                                       |
| 1975      | Eddy Merckx                                                          | Italo Zilioli                                                        | Knut Knudsen                                                         |
| 1976      | Roger De Vlaeminck                                                   | Franco Bitossi                                                       | Gary Clively                                                         |
| 1977      | Freddy Maertens                                                      | Rik Van Linden                                                       | Patrick Sercu                                                        |
| 1978      | Knut Knudsen                                                         | Ronald De Witte                                                      | Josef Fuchs                                                          |
| 1979      | non disputato                                                        | non disputato                                                        | non disputato                                                        |
| 1980      | Gregor Braun                                                         | Knut Knudsen                                                         | Roberto Visentini                                                    |
| 1981      | non disputato                                                        | non disputato                                                        | non disputato                                                        |
| 1982      | Giuseppe Saronni                                                     | Emanuele Bombini                                                     | Giuseppe Petito                                                      |
| 1983      | Gregor Braun                                                         | Urs Freuler                                                          | Marc Madiot                                                          |
| 1984-1995 | non disputato                                                        | non disputato                                                        | non disputato                                                        |
| 1996      | Gabriele Colombo                                                     | Adriano Baffi                                                        | Maurizio Fondriest                                                   |
| 1997      | Roberto Petito                                                       | Claudio Chiappucci                                                   | Alessandro Bertolini                                                 |
| 1998-2008 | non disputato                                                        | non disputato                                                        | non disputato                                                        |
| 2009      | Daniele Bennati                                                      | Oscar Gatto                                                          | Alessandro Ballan                                                    |
| 2010      | Roman Kreuziger                                                      | Christopher Horner                                                   | Thomas Voeckler                                                      |
| 2011      | Peter Sagan                                                          | José Serpa                                                           | Damiano Cunego                                                       |
| 2012-2019 | non disputato                                                        | non disputato                                                        | non disputato                                                        |
| 2020      | cancellata per la Pandemia di COVID-19                               | cancellata per la Pandemia di COVID-19                               | cancellata per la Pandemia di COVID-19                               |
| 2021      | annullata per problematiche economiche derivanti dall'organizzazione | annullata per problematiche economiche derivanti dall'organizzazione | annullata per problematiche economiche derivanti dall'organizzazione |

FONTE: Memoire du Cyclisme

## Statistiche

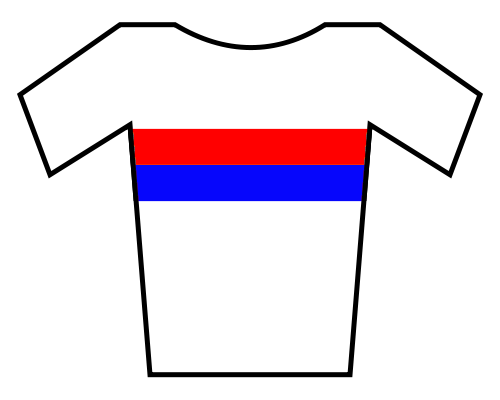
La maglia bianca fasciata di rossoblù, simbolo che distingueva il leader della classifica generale.

### Vittorie per nazione
| Pos. | Nazione     | Vittorie |
| ---- | ----------- | -------- |
| 1    | Belgio      | 12       |
| 2    | Italia      | 9        |
| 3    | Francia     | 2        |
| 3    | Germania    | 2        |
| 5    | Norvegia    | 1        |
| 5    | Paesi Bassi | 1        |
| 5    | Rep. Ceca   | 1        |
| 5    | Slovacchia  | 1        |

### Vittorie individuali
| Pos. | Nome         | Vittorie | Edizioni               |
| ---- | ------------ | -------- | ---------------------- |
| 1    | Eddy Merckx  | 4        | 1968, 1971, 1973, 1975 |
| 2    | Rik Van Looy | 3        | 1959, 1962, 1965       |
| 3    | Gregor Braun | 2        | 1980, 1983             |